# Someday We'll Look Back
Someday We'll Look Back è un album del musicista statunitense Merle Haggard, pubblicato dall'etichetta discografica Capitol il 9 agosto 1971.
L'album è prodotto da Ken Nelson. L'interprete è autore completo di 6 brani.

## Tracce

### Lato A
1. Someday We'll Look Back
2. Train of Life
3. One Sweet Hello
4. One Row at a Time
5. Big Time Annie's Square
6. I'd Rather be Gone

### Lato B
1. California Cottonfield
2. Carolyn
3. Tulare Dust
4. Huntsville
5. The Only Trouble with Me